# Seznam portrétů Jana Vilímka
Níže je uveden neúplný seznam osobností, které portrétoval malíř Jan Vilímek. Volným dílem jsou od 1. ledna 2009. Je seřazen podle zdrojů pro snadnější vyhledávání.

## České album

### První díl
Sbírka podobizen předních českých velikánů, mužů i žen práce, kteří život svůj zasvětili povznesení národa svého.
Online: České album I (Kramerius NKP)
| Strana | Osobnost                                                      | Portrét na Commons |
| ------ | ------------------------------------------------------------- | ------------------ |
| 3      | Vojtěch Náprstek                                              | Náprstek           |
| 5      | František Ladislav Rieger                                     | Rieger             |
| 7      | Jindřich Fügner                                               | Fügner             |
| 9      | Karel Havlíček Borovský                                       | KHB                |
| 11     | Miroslav Tyrš                                                 | Tyrš               |
| 13     | Beneš Method Kulda, spisovatel                                | Kulda              |
| 15     | Jiří z Poděbrad                                               | Jiří z Poděbrad    |
| 17     | František Škroup                                              | František Škroup   |
| 19     | Karel Sladkovský, politik                                     | Sladkovský         |
| 21     | Emanuel Pötting-Persing, zakladatel dívčího ústavu v Olomouci | Pötting-Persing    |
| 23     | Václav Brožík                                                 | Václav Brožík      |
| 25     | Josef Václav Sládek                                           | Sládek             |
| 27     | Gustav Adolf Lindner                                          | Lindner            |
| 29     | Josef Václav Myslbek (nesprávně uveden jako Jan)              | Myslbek            |
| 31     | Eduard Grégr                                                  | Grégr              |
| 33     | Antonín Dvořák                                                | Dvořák             |
| 35     | Alois Jirásek                                                 | Jirásek            |
| 37     | Jan Žižka                                                     | Žižka              |
| 39     | František Bartoš                                              | Bartoš             |
| 41     | Josef Barák                                                   | Barák              |
| 45     | Daniel Adam z Veleslavína                                     | z Veleslavína      |
| 47     | Julius Grégr                                                  | Grégr              |
| 49     | Karel IV.                                                     | Karel IV.          |
| 51     | Adolf Heyduk                                                  | Heyduk             |
| 53     | Zdeněk Fibich                                                 | Fibich             |
| 55     | František Pravda                                              | Pravda             |
| 57     | Václav Vladivoj Tomek                                         | Tomek              |
| 59     | Alois Vojtěch Šmilovský                                       | Šmilovský          |
| 61     | Jan Sladký Kozina                                             | Kozina             |
| 63     | Bedřich Schnell                                               | Schnell            |
| 65     | Kilián Ignác Dientzenhofer                                    | Dinzenhofer        |
| 67     | František Ženíšek                                             | Ženíšek            |
| 69     | August Zátka (viz Rodina Zátků)                               | Zátka              |
| 71     | Jan Podlipný                                                  | Podlipný           |
| 73     | Jan Valerián Jirsík                                           | Jirsík             |
| 75     | Eliška Krásnohorská                                           | Krásnohorská       |
| 77     | Antonín Štrobach                                              | Štrobach           |
| 79     | Václav Zenger                                                 | Zenger             |
| 81     | Svetozár Hurban-Vajanský                                      | Hurban Vajanský    |
| 83     | Julius Zeyer                                                  | Zeyer              |
| 85     | Vojtěch Hynais                                                | Hynais             |

### Druhý díl
Sbírka podobizen předních spisovatelů a spisovatelek českých, učenců, mužů i žen práce, kteří život svůj zasvětili povznesení národa svého.
Online: České album II (Kramerius NKP)
| Strana | Osobnost                                                      | Portrét na Commons |
| ------ | ------------------------------------------------------------- | ------------------ |
| 3      | Boleslav Jablonský                                            | Jablonský          |
| 5      | Karel Škréta                                                  | Škréta             |
| 7      | Božena Němcová                                                | Němcová            |
| 9      | Jan Amos Komenský                                             | Komenský           |
| 11     | Anna Náprstková, podnikatelka                                 | Náprstková         |
| 13     | Tomáš Štítný ze Štítného                                      | Štítný             |
| 15     | Karel Alois Vinařický, spisovatel                             | Vinařický          |
| 17     | Josef Jungmann                                                | Jungmann           |
| 19     | Prokop Diviš                                                  | Diviš              |
| 21     | František Ladislav Čelakovský                                 | Čelakovský         |
| 23     | Jan Krouský, organizátor národního života na Mladoboleslavsku | Krouský            |
| 25     | Jan Neruda                                                    | Neruda             |
| 27     | Karolina Světlá                                               | Světlá             |
| 29     | František Doucha                                              | Doucha             |
| 31     | Pavel Josef Šafařík                                           | Šafařík            |
| 33     | Václav Levý                                                   | Levý               |
| 35     | Vítězslav Hálek                                               | Hálek              |
| 37     | Josef Mysliveček                                              | Mysliveček         |
| 39     | Josef Kajetán Tyl                                             | Tyl                |
| 41     | Jan Evangelista Purkyně                                       | Purkyně            |
| 43     | Václav Beneš Třebízský                                        | Třebízský          |
| 45     | Bedřich Smetana                                               | Smetana            |
| 47     | Jan Kollár                                                    | Kollár             |
| 49     | František Palacký                                             | Palacký            |
| 51     | Karel Hynek Mácha                                             | Mácha              |
| 53     | Jan Hus                                                       | Hus                |
| 55     | Karel Jaromír Erben                                           | Erben              |
| 57     | František Jan Zoubek, pedagog                                 | Zoubek             |
| 59     | Jaroslav Čermák                                               | Čermák             |
| 61     | Josef Dobrovský                                               | Dobrovský          |
| 63     | Svatopluk Čech                                                | Čech               |
| 65     | Jan Erazim Vocel                                              | Vocel              |
| 67     | Václav Hollar                                                 | Hollar             |
| 69     | Magdalena Dobromila Rettigová                                 | Rettigová          |
| 71     | Jaroslav Vrchlický                                            | Vrchlický          |
| 73     | František Sušil                                               | Sušil              |
| 75     | Bohuslav Hasištejnský z Lobkovic                              | z Lobkovic         |
| 78     | Josef Ressel                                                  | Ressel             |

## Humoristické listy
Online archiv: Humoristické listy na ÚČL AV ČR. Vilímkův portrét je typicky na titulní straně každého čísla ve vybraných ročnících. Na následující stránce pak bývá stručný životopis.

### Ročník 1880
Online archiv: Ročník 1880 HumL
Jan Vilímek přispíval od č. 17. Portréty v předchozích číslech jsou podepsány "Kamil J." (bližší údaje o autorovi nejsou známy - možná se jedná o jeden z Vilímkových pseudonymů, pod kterými působil od svých 14 let - srv. článek v roč. 1887, č. 53, s. 492, bylo by nutno ověřit).
| Číslo | Osobnost                                                                 | Portrét na Commons                 |
| ----- | ------------------------------------------------------------------------ | ---------------------------------- |
| 17    | Josef Richard Rozkošný, skladatel                                        | Rozkošný                           |
| 18    | není (místo toho: České pohádky o hloupém Honzovi, autor: Karel Krejčík) |                                    |
| 19    | William Gladstone, britský politik                                       | Gladstone                          |
| 20    | Karel Bendl, skladatel                                                   | Bendl                              |
| 21    | Petr Maixner, malíř                                                      | Maixner                            |
| 22    | Karel Strakatý, zpěvák                                                   | Strakatý                           |
| 23    | není (místo toho: České pohádky o hloupém Honzovi, autor: Karel Krejčík) |                                    |
| 24    | Eduard Albert, lékař                                                     | Albert                             |
| 25    | Karel Jonáš, spisovatel                                                  | Jonáš                              |
| 26    | František August Brauner, právník a politik                              | Brauner                            |
| 27    | není (místo toho: České pohádky o hloupém Honzovi, autor: Karel Krejčík) |                                    |
| 28    | Josef Ehrenberger, spisovatel                                            | Ehrenberger                        |
| 29    | Emilie Bekovská, herečka                                                 | Bekovská                           |
| 30    | Antonín Šlechta rytíř Sedmihorský, lékař a ředitel lázní Sedmihorky      | Šlechta                            |
| 31    | není (místo toho: České pohádky o hloupém Honzovi, autor: Karel Krejčík) |                                    |
| 32    | Ladislav Zavrtal, skladatel                                              | Zavrtal                            |
| 33    | Jan Novotný (1806 - 1875), mecenáš                                       | Novotný                            |
| 34    | Čeněk Paclt (Pacelt), dobyvatel drahokamů                                | Pacelt                             |
| 35    | František Špatný, překladatel a kodifikátor řemeslného názvosloví        | Špatný                             |
| 36    | není (místo toho: České pohádky o hloupém Honzovi, autor: Karel Krejčík) |                                    |
| 37    | Ludvík Šimek, sochař                                                     | Šimek                              |
| 38    | Čeněk Šercl, lingvista                                                   | Šercl                              |
| 39    | František Pěkný, sponzor studentstva                                     | Pěkný                              |
| 40    | není (místo toho: České pohádky o hloupém Honzovi, autor: Karel Krejčík) |                                    |
| 41    | Ladislav Josef Čelakovský, přírodovědec, syn F. L.                       | L. J. Čelakovský                   |
| 42    | Anna Kolárová, herečka                                                   | Kolárová                           |
| 43    | František Pravda, básník                                                 | Pravda                             |
| 44    | Eliška Krásnohorská                                                      | Krásnohorská                       |
| 45    | není (místo toho: České pohádky o hloupém Honzovi, autor: Karel Krejčík) |                                    |
| 46    | Victor Hugo                                                              | Hugo                               |
| 47    | Josef Durdík, filozof                                                    | Durdík                             |
| 48    | Emanuel Tonner, spisovatel                                               | Tonner                             |
| 49    | není (místo toho: České pohádky o hloupém Honzovi, autor: Karel Krejčík) |                                    |
| 50    | Jaromír Břetislav Košut, orientalista                                    | Košut                              |
| 51    | Václav Beneš Třebízský, spisovatel                                       | Třebízský                          |
| 52    | Josef Paukner, Josef Illner, Antonín Javůrek - hudebníci                 | všichni - Paukner, Illner, Javůrek |

### Ročník 1881
Online archiv: Ročník 1881 HumL
| Číslo | Osobnost | Portrét na Commons         |
| ----- | --- | -------------------------- |
| 1     | není (místo toho: karikatura - Anton Schmerling, rakouský politik; autor: Karel Krejčík) |                            |
| 2     | Arnošt Grund, zpěvák | Grund                      |
| 3     | Václav Vlček (spisovatel) | Vlček                      |
| 4     | Josef Václav Sládek | Sládek                     |
| 5     | není (místo toho: karikatura - Karl Auersperg, předseda českého sněmu; autor: Karel Krejčík) |                            |
| 6     | Václav Bolemír Nebeský | Nebeský                    |
| 7     | Josef Greuter, rakouský kněz a politik | Greuter                    |
| 8     | František Karel Drahoňovský, humorista | Drahoňovský                |
| 9     | František Matěj Hilmar, skladatel | Hilmar                     |
| 10    | není (místo toho: karikatura - Eduard Herbst, rakouský politik; autor Karel Krejčík) |                            |
| 11    | Marie Bittnerová, herečka | Bittnerová                 |
| 12    | Václav Hanka, Karel Vinařický, Jan Evangelista Purkyně, Václav Zelený, Božena Němcová, František Šohaj, Václav Levý, František August Brauner, Vítězslav Hálek, Boleslav Jablonský, Jan Karel Škoda, Antonín Marek | souhrnně                   |
| 13    | Antonín Pavel Wagner, sochař | Wagner                     |
| 14    | není (místo toho: karikatura - Franz Schmeykal, vůdce pražských Němců; autor Karel Krejčík) |                            |
| 15    | Julian Dunajewski, ministr financí polského původu | Dunajewski                 |
| 16    | František Ondříček, houslista | Ondříček                   |
| 17    | Antonín Lhota, rektor výtvarné akademie | Lhota                      |
| 18    | Václav Kratochvíl, organizátor vesnické kultury na Roudnicku | Kratochvil                 |
| 19    | Jan Jaromír Hanel, právník | Hanel                      |
| 20    | František Zdeněk Skuherský, skladatel | Skuherský                  |
| 21    | Bedřich Wachsmann, malíř | Wachsmann                  |
| 22    | Otto Hausner, haličský poslanec ve Vídni | Hausner                    |
| 23    | Petr Faster, činitel r. 1848 | Faster                     |
| 24    | Kateřina Podhorská, zpěvačka | Podhorská                  |
| 25    | František Ženíšek, malíř | Ženíšek                    |
| 26    | Josef Škoda (lékař), lékař | Škoda                      |
| 27    | Josef Bojislav Pichl, básník | Pichl                      |
| 28    | James A. Garfield | Garfield                   |
| 29    | Josef Wünsch, autor cestopisů | Wünsch                     |
| 30    | Josef Sekyra, herec | Sekyra                     |
| 31    | Marie Pospíšilová (1862), herečka | Pospíšilová                |
| 32    | František Ladislav Čelakovský | F. L. Č.                   |
| 33    | Karel Havlíček Borovský | KHB                        |
| 34    | kresba na téma požáru Národního divadla, autor Mikoláš Aleš |                            |
| 35    | požár Národního divadla |                            |
| 36    | Jan Erazim Vocel | Vocel                      |
| 37    | František Herites | Herites                    |
| 38    | Jiří Bittner | Bittner                    |
| 39    | Josef Mocker (jmenován jako Josef Moker) | Mocker                     |
| 40    | Emil Weyr, matematik | Weyr                       |
| 41    | Sofie Podlipská | Podlipská                  |
| 42    | Bernardo Bolzano | Bolzano                    |
| 43    | Vilém Blodek, skladatel | Blodek                     |
| 44    | Vojtěch Hynais | Hynais, též z Českého alba |
| 45    | Jan Zacpal, redaktor | Zacpal                     |
| 46    | Zdeněk Fibich | Fibich                     |
| 47    | Karel Jaromír Erben | Erben                      |
| 48    | František Kolár, herec | Kolár                      |
| 49    | Vasilij Vasiljevič Vereščagin, ruský malíř | Vereščagin                 |
| 50    | Janez Bleiweis, slovinský spisovatel | Bleiweis                   |
| 51    | Karel Herloš, spisovatel | Herloš                     |
| 52    | František Sušil | Sušil                      |
| 53    | Ferdinand Břetislav Mikovec | Mikovec                    |

### Ročník 1882
Online archiv: Ročník 1882 HumL
| Číslo | Osobnost                                                                                         | Portrét na Commons |
| ----- | ------------------------------------------------------------------------------------------------ | ------------------ |
| 1     | Ladimír Klácel, čechoamerický vydavatel                                                          |                    |
| 2     | Alois Pravoslav Trojan, politik                                                                  | Trojan             |
| 3     | Camillo Saint-Saënz, francouzský skladatel                                                       |                    |
| 4     | Jan Kollár                                                                                       |                    |
| 5     | Gabriel Max, malíř                                                                               |                    |
| 6     | František Ferdinand Šamberk, spisovatel a herec                                                  | Šamberk            |
| 7     | Karel Josef Adolf Schwarzenberg, Richard hrabě Belcredi, Friedrich Schönborn – rakouští politici |                    |
| 8     | Alfred Waldau (Josef Jarosch), překladatel                                                       | Waldau             |
| 9     | Georgi Stojkov Rakovskij, bulharský spisovatel                                                   |                    |
| 10    | František Bartoš, etnograf                                                                       |                    |
| 11    | Antonín Otakar Zeithammer, politik a novinář                                                     | Zeithammer         |
| 12    | Georg Lienbacher, rakouský politik                                                               | Lienbacher         |
| 13    | Karl Sigmund von Hohenwart, rakouský politik                                                     |                    |
| 14    | Eduard Taaffe, rakouský politik                                                                  |                    |
| 15    | Václav Svatopluk Štulc, spisovatel                                                               | Štulc              |
| 16    | František Adolf Šubert, spisovatel                                                               | Šubert             |
| 17    | Ferdinand Kronawetter, rakouský poslanec                                                         |                    |
| 18    | Václav Brožík, malíř                                                                             |                    |
| 19    | Vítězslav Hálek                                                                                  |                    |
| 20    | Józef Majer, polský vědec                                                                        |                    |
| 21    | Vojtěch Šafařík, chemik                                                                          | V. Šafařík         |
| 22    | Adolf Fischhof, rakouský lékař a politik                                                         |                    |
| 23    | Jan Muzika, železniční podnikatel                                                                |                    |
| 24    | Giuseppe Garibaldi                                                                               |                    |
| 25    | František Schwarz (1840 - 1906), spisovatel a politik                                            |                    |
| 26    | František Novotný (1839 – 1879), lékař                                                           |                    |
| 27    | František Broulík, operní pěvec                                                                  |                    |
| 28    | Josef Liboslav Ziegler, spisovatel a vlastenecký kněz                                            | Ziegler            |
| 29    | Michail Dimitrijevič Skobelov, ruský generál                                                     |                    |
| 30    | Jan Ludvík Lukes, zpěvák                                                                         | Lukes              |
| 31    | Jan Nepomuk Soukop, propagátor Moravského krasu                                                  |                    |
| 32    | Petr Iljič Čajkovskij                                                                            |                    |
| 33    | František Křižík                                                                                 |                    |
| 34    | Augustýn Petr, národní buditel ve Slezsku                                                        |                    |
| 35    | František Turinský                                                                               |                    |
| 36    | Václav Michal Pešina z Čechorodu, kněz usilující o dostavbu Svatovítského chrámu                 | Pešina             |
| 37    | Tomáš Černý (politik), pražský purkmistr                                                         |                    |
| 38    | Václav Nedoma, novinář                                                                           | Nedoma             |
| 39    | Josip Juraj Strossmayer                                                                          |                    |
| 40    | není (místo toho: Práva jazyka českého na univerzitě od neznámého autora)                        |                    |
| 41    | Karel Tieftrunk, profesor dějepisu                                                               | Tieftrunk          |
| 42    | August Sedláček, historik                                                                        | Sedláček           |
| 43    | František Antonín Rybička, historik                                                              | Rybička            |
| 44    | Pavel Josef Šafařík                                                                              |                    |
| 45    | Václav Treitz, profesor anatomie                                                                 |                    |
| 46    | Bedřich Havránek, malíř                                                                          |                    |
| 47    | Josef Leopold Zvonař, hudební pedagog                                                            | Zvonař             |
| 48    | Wolfgang Amadeus Mozart                                                                          |                    |
| 49    | František Věnceslav Jeřábek, dramatik                                                            | Jeřábek            |
| 50    | Ludwig van Beethoven                                                                             |                    |
| 51    | Carl Maria von Weber                                                                             |                    |
| 52    | Miroslav Tyrš                                                                                    |                    |

### Ročník 1883
Online archiv: Ročník 1883 HumL
| Číslo | Osobnost | Portrét na Commons                                                      |
| ----- | --- | ----------------------------------------------------------------------- |
| 1     | Léon Gambetta |                                                                         |
| 2     | Tomáš Václav Bílek, ředitel akad. gymn. staroměstského | Bílek                                                                   |
| 3     | Karolina Světlá |                                                                         |
| 4     | Daniel-François-Esprit Auber, francouzský skladatel |                                                                         |
| 5     | Vítězslav Janovský, profesor lékařské fakulty |                                                                         |
| 6     | Antonín Skřivan, zakladatel obchodní školy v Praze | Skřivan                                                                 |
| 7     | Antonín Norbert Vlasák, kněz a spisovatel |                                                                         |
| 8     | Richard Wagner |                                                                         |
| 9     | Jan Valerián Jirsík | Jirsík                                                                  |
| 10    | Ivan Sergejevič Turgeněv |                                                                         |
| 11    | Alfred Kraus, místodržitel království českého | Kraus                                                                   |
| 12    | Jan Kvíčala, filolog |                                                                         |
| 13    | Raffael Santi |                                                                         |
| 14    | Karel Drahotín Villani, básník | Villani                                                                 |
| 15    | Václav Vilém Trnobranský, spisovatel |                                                                         |
| 16    | Antonín Wildt, sochař | Wildt                                                                   |
| 17    | Josef Wenzig | Wenzig                                                                  |
| 18    | Otilie Sklenářová-Malá | Sklenářová-Malá                                                         |
| 19    | Jan Slavík, mlynář, sponzor vlasteneckého divadla |                                                                         |
| 20    | Jan Nepomuk Štěpánek | Štěpánek                                                                |
| 21    | Stanisław Barcewicz, polský houslový virtuos |                                                                         |
| 22    | Jaromír Čelakovský, právník a historik, syn F. L. |                                                                         |
| 23    | František Czurda, lékař, cestovatel, sběratel, sponzor nár. muzea |                                                                         |
| 24    | Emma Turolla, italská operní pěvkyně |                                                                         |
| 25    | Karel Tůma, novinář a spisovatel | Karel Tůma                                                              |
| 26    | Alois Vojtěch Šmilovský | Šmilovský                                                               |
| 27    | Otakar Jedlička, spisovatel | Jedlička                                                                |
| 28    | Gustav Adolf Lindner | Lindner                                                                 |
| 29    | Josef Dittrich, pražský lékárník |                                                                         |
| 30    | Jiří Kristián Lobkowicz, maršálek české země |                                                                         |
| 31    | Jindřich Niederle, filolog | Niederle                                                                |
| 32    | Karel Purkyně | K. Purkyně                                                              |
| 33    | Klementýna Kalašová, zpěvačka |                                                                         |
| 34    | Józef Ignacy Kraszewski, polský spisovatel |                                                                         |
| 35    | Alois Studnička, technik |                                                                         |
| 36    | Josef Hlávka |                                                                         |
| 37    | Josef Schulz | Josef Schulz                                                            |
| 38    | Josef Strachovský, sochař | Strachovský                                                             |
| 39    | Servác Heller, spisovatel | Heller                                                                  |
| 40    | Josef Ladislav Turnovský, spisovatel | Turnovský                                                               |
| 41    | Josef Václav Myslbek (nesprávně uveden jako Jan) | Myslbek                                                                 |
| 42    | Otakar Hostinský | Hostinský                                                               |
| 43    | Joachim Barrande | Barrande                                                                |
| 44    | Jan Lier, spisovatel | Lier                                                                    |
| 45    | Julius Zeyer | Zeyer                                                                   |
| 46    | František Turinský, Ferdinand Břetislav Mikovec, Gustav Pfleger Moravský, Václav Kliment Klicpera, František Škroup, Josef Jiří Kolár, Vítězslav Hálek, Josef Kajetán Tyl, Jan Nepomuk Štěpánek                                                          | Turinský, Pfleger-Moravský, Klicpera, Kolár; (Štěpánek převzat odjinud) |
| 47    | Magdalena Hynková, Koutská, Anna Veverková, Marie Lipšová, Manetínská-Kolarová, Eliška Pešková, Arnoštka Libická, (Anežka Čermáková-Sluková, spisovatelka), Bekovská, Rajská - české herečky a zpěvačky                                                  | Hynková, Pešková, Libická, Rajská                                       |
| 48    | Jan Kaška, Josef Vilém Grabinger, Hametner, Josef Sekyra, Josef Chauer, Karel Polák, Svoboda st., Jan Nepomuk Lapil, Pokorný (František?) - čeští herci a zpěváci                                                                                        | Kaška                                                                   |
| 49    | Gaučová, Benevic-Miková a další herečky |                                                                         |
| 50    | Čeněk Vecko, Jan Ludvík Lukes, Arnošt Grund, Antonín Barcal, Schwarz, Jan Nepomuk Maýr, Julius Souček, Josef Paleček (pěvec) - herci a zpěváci | Maýr, Paleček                                                           |
| 51    | Svoboda-Navarovský, Heinzová, Josef Jiří Stankovský, Terezie Marie Macháčková, Reichel, Rückaufová, Josef Wenzig, Bachmann - obrozenci | V. A. Svoboda-Navarovský                                                |
| 52    | Antonín Mušek, Jiljí Krämer, Josef Jan Stránský-Šemerer, Josef Emil Kramuele, Švanda (Karel ze Semčic?), Filip Zöllner, František Josef Čížek, Jan Pištěk, Josef Kullas, Hynek Vicena, V. Svoboda - osobnosti spojené s divadlem (herci, ředitelé apod.) | Filip Zöllner, Stránský-Šemerer, Krämer, Čížek, Kullas, Vicena, Svoboda |

### Ročník 1884
Online archiv: Ročník 1884 HumL
| Číslo | Osobnost                                                                   | Portrét na Commons |
| ----- | -------------------------------------------------------------------------- | ------------------ |
| 1     | Emanuel Salomon Friedberg-Mírohorský, polní podmaršálek, malíř, spisovatel |                    |
| 2     | Emanuel Babánek, vyšehradský purkmistr                                     |                    |
| 3     | Pavel Durdík, cestovatel                                                   |                    |
| 4     | Josef Thomayer                                                             |                    |
| 5     | není (místo něj: Eduard Grégr od Františka Bízy)                           | (Grégr od Bízy)    |
| 6     | Irma Reichová, herečka                                                     | Reichová           |
| 7     | Petko Rajčev Slavejkov, bulharský spisovatel                               |                    |
| 8     | Václav Šamánek, lékař                                                      | Šamánek            |
| 9     | Ferdinand Schulz                                                           | Schulz             |
| 10    | František Saleský Bauer                                                    | Bauer              |
| 11    | Karel Slavkovský, pianista                                                 | Slavkovský         |
| 12    | Antonín Gruda, slezský vlastenecký kněz                                    | Gruda              |
| 13    | Ignác Leopold Kober, nakladatel                                            |                    |
| 14    | Václav Pařík (politik), organizátor kultury v Třebenicích                  | Pařík              |
| 15    | Bedřich Hoppe, advokát                                                     | Hoppe              |
| 16    | Karel Slavoj Amerling, přírodovědec                                        |                    |
| 17    | Josef Mánes                                                                |                    |
| 18    | Michał Bałucki, polský spisovatel                                          |                    |
| 19    | Jindřich Wankel, přírodovědec                                              |                    |
| 20    | Matěj Procházka, vlastenecký kněz                                          |                    |
| 21    | Karel Kovařovic                                                            | Kovařovic          |
| 22    | Josef Štolba                                                               | Štolba             |
| 23    | Bohumil Karel Bondy, pražský komunální politik                             |                    |
| 24    | Wolfgang Kusý, moravský politik                                            | Kusý               |
| 25    | Jan Vlk, organizátor kultury ve Znojmě                                     |                    |
| 26    | Michał Hórnik, lužickosrbský spisovatel                                    | Hórnik             |
| 27    | František Pivoda, hudební skladatel                                        |                    |
| 28    | Josef Emler, historik                                                      |                    |
| 29    | Jan Arnošt Smoler, lužickosrbský kulturní činitel                          |                    |
| 30    | Josef Holeček                                                              |                    |
| 31    | Josef Spudil, organizátor kultury v Čáslavi                                |                    |
| 32    | Emílie Priknerová, zakladatelka dívčí obchodní školy                       | Priknerová         |
| 33    | Arnošt Förchtgott (Tovačovský), hudební skladatel                          | Förchtgott         |
| 34    | Bronisław Grabowski, polský spisovatel                                     |                    |
| 35    | Heřman Přerhof, recitátor a redaktor                                       | Přerhof            |
| 36    | Jan Bydžovský, organizátor kultury na Mostecku                             |                    |
| 37    | Sylvestr Krnka, vynálezce                                                  | Krnka              |
| 38    | Josef Šmaha                                                                | Šmaha              |
| 39    | Marie Čacká, spisovatelka (na Wikisource)                                  | Čacká              |
| 40    | Josefína Dušková                                                           | Dušková            |
| 41    | Ladislav Quis                                                              | Quis               |
| 42    | Jindřich Vilhelm, herec                                                    |                    |
| 43    | Jan Matejko, polský malíř                                                  |                    |
| 44    | Betty Fibichová                                                            | Fibichová          |
| 45    | Josef Dobrovský                                                            | Dobrovský          |
| 46    | Antonín Pulda                                                              | Pulda              |
| 47    | František Zákrejs                                                          | Zákrejs            |
| 48    | Antonín Chvojka, dělník - sponzor Ústřední matice školské                  |                    |
| 49    | Antonín Peka, stavitel                                                     |                    |
| 50    | Primus Sobotka, spisovatel                                                 |                    |
| 51    | Samo Tomášik, slovenský spisovatel                                         |                    |
| 52    | Josef Antonín Šrůtek, výchovný činitel                                     |                    |

### Ročník 1885
Online archiv: Ročník 1885 HumL
| Číslo | Osobnost | Portrét na Commons |
| ----- | --- | ------------------ |
| 1     | Benedikt Roezl |                    |
| 2     | Jan Arnold, zakladatel Měšťanské besedy                                                                           |                    |
| 3     | Františka Stránecká                                                                                               |                    |
| 4     | Ferdinand Čenský, český literát                                                                                   |                    |
| 5     | Magdalena Dobromila Rettigová                                                                                     | Rettigová          |
| 6     | Vojta Slukov |                    |
| 7     | František Hajniš, obrozenecký spisovatel a humorista                                                              |                    |
| 8     | slavnost Velehradská, nakreslil Mikoláš Aleš                                                                      |                    |
| 9     | Pablo de Sarasate                                                                                                 |                    |
| 10    | Josef Vojtěch Sedláček, premonstrátský kněz, vlastenec, zakladatel čtenářských spolků (na Wikizdrojích)           | Sedláček           |
| 11    | Gustav Eim | Eim                |
| 12    | Ján Hollý | Hollý              |
| 13    | Josefina Černochová, vlastenka                                                                                    |                    |
| 14    | Alois Jirásek |                    |
| 15    | Eleonora z Ehrenbergů, zpěvačka                                                                                   | Ehrenbergová       |
| 16    | Irma Geisslová | Geisslová          |
| 18    | Eduard Rüffer, německý literát píšící i česky                                                                     | Rüffer             |
| 19    | František Šimáček, český novinář a nakladatel                                                                     | Šimáček            |
| 20    | Jan Nepomuk Harrach, šlechtic a mecenáš                                                                           | Jan Harrach        |
| 21    | Max Leuthäuser, německý spisovatel                                                                                |                    |
| 23    | Václav Čeněk Bendl-Stránický, překladatel                                                                         |                    |
| 24    | Bohdan Neureutter, lékař                                                                                          |                    |
| 25    | Václav Šnajdr, básník                                                                                             | Šnajdr             |
| 26    | Tomáš Fryčaj, literát a skladatel                                                                                 | Fryčaj             |
| 27    | Josef Smolík, archeolog a numismatik                                                                              |                    |
| 28    | Leopold Václav Geitler, jazykovědec                                                                               |                    |
| 29    | Josef Ambrož Gabriel, nakladatel a překladatel                                                                    |                    |
| 30    | Karel Javůrek, malíř                                                                                              | Javůrek            |
| 31    | Alois Kareš, organizátor zahraničních Čechů                                                                       |                    |
| 32    | Josef Kořenský, cestovatel                                                                                        | Kořenský           |
| 33    | Antal Stašek |                    |
| 34    | Julie Šamberková, herečka                                                                                         |                    |
| 35    | Josef Thille, vojenský spisovatel                                                                                 |                    |
| 36    | Josef Heřman Agapit Gallaš, obrozenecký spisovatel                                                                |                    |
| 37    | František Jaroslav Vacek Kamenický, autor písní                                                                   | Vacek Kamenický    |
| 38    | (Jan) Eduard Herold, malíř                                                                                        | Herold             |
| 39    | Josef Heinrich, pražský německý poslanec na říšské radě                                                           |                    |
| 40    | František Ludvík, Jan Košner, Eliška Zöllnerová, Jan Jelínek (herec), Václav Choděra - herci a divadelní ředitelé |                    |
| 41    | Em. Rott, Josef Mušek, Kamila Staňková-Liberté, Václav Braun, Josef Faltys - herci                                |                    |
| 42    | J. F. Kozlanský, V. K. Jelínek, Marie Kozlanská, Terezie Knížková, Emanuel Šuma, V. J. Suk - herci                |                    |
| 43    | František Josef Studnička, matematik                                                                              | Studnička          |
| 44    | Kašpar Šternberk                                                                                                  | Kašpar Šternberk   |
| 45    | Václav Kosmák, spisovatel                                                                                         | Kosmák             |
| 46    | Jiří Czarda, lékař                                                                                                | Czarda             |
| 47    | Jakub Škoda (Počátecký), přerovský komunální politik                                                              |                    |
| 48    | Jindřich Geisler, předseda pěveckého sboru "Žerotín"                                                              |                    |
| 49    | Carlo Raverta, italský operní pěvec                                                                               |                    |
| 50    | Alexandr I. Bulharský                                                                                             |                    |
| 51    | Mořic Stanislav Anger, skladatel                                                                                  | Anger              |
| 52    | Josef Košín z Radostova, spisovatel pohádek                                                                       | Košín              |

### Ročník 1886
Online archiv: Ročník 1886 HumL
| Číslo | Osobnost                                                                                              | Portrét na Commons       |
| ----- | --- | ------------------------ |
| 1     | Alois Oliva, pražský komunální politik                                                                | Oliva                    |
| 2     | Antonín Chittussi (dle fotografie Beranovy - bližší údaje neznámé)                                    |                          |
| 3     | Dimitrij Alexandrovič Slavjanskij, ruský básník                                                       |                          |
| 4     | Jan Ladislav Mašek, pedagog                                                                           |                          |
| 5     | František Hynek, operní pěvec                                                                         |                          |
| 6     | Václav Hodek, politický novinář, činitel r. 1848                                                      | Hodek                    |
| 7     | Karel Mattuš, poslanec českého sněmu                                                                  |                          |
| 8     | Ludwik Graeve, polský poslanec německého parlamentu                                                   |                          |
| 9     | František Jan Zoubek, spisovatel                                                                      |                          |
| 10    | Emanuel František Züngel, básník, překladatel                                                         | Züngel                   |
| 11    | Jiljí Jarolímek, český úředník ve Vídni                                                               | Jarolímek                |
| 12    | František Řivnáč, knihkupec a nakladatel                                                              | Řivnáč                   |
| 13    | Jan Streng, lékař                                                                                     |                          |
| 14    | Karel Leopold Klaudy, právník a politik                                                               | Klaudy                   |
| 15    | Hynek Zátka, jihočeský poslanec zemského sněmu                                                        |                          |
| 16    | Adam Asnyk, polský básník                                                                             |                          |
| 17    | Józef Bohdan Zaleski, polský spisovatel                                                               |                          |
| 18    | Julius Mařák                                                                                          |                          |
| 19    | Josef Jaroslav Křičenský, spisovatel (nepodepsaný obraz, Vilímkovo autorství sporné; uveden jako Jan) |                          |
| 20    | Julius Grégr                                                                                          |                          |
| 21    | Antonín Baum, architekt                                                                               | Baum                     |
| 22    | Josef Antonín Komárek, zakladatel první české banky (Hradec Králové 1868)                             |                          |
| 23    | Jan Ludevít Procházka, zakladatel pěveckého sboru Hlahol                                              | Procházka                |
| 24    | Martin Pokorný, politik a matematik                                                                   |                          |
| 25    | Tereza Arklová, herečka                                                                               |                          |
| 26    | František Štěpán Kott, autor česko-německého slovníku                                                 |                          |
| 27    | Mikoláš Aleš                                                                                          |                          |
| 28    | Karl Goldmark, rakouský klavírista                                                                    |                          |
| 29    | Otokar Mokrý, spisovatel                                                                              | Mokrý                    |
| 30    | Martin Dusl, geolog                                                                                   |                          |
| 31    | Josef Alois Kouble, kněz a organizátor kultury ve Vysokém nad Jizerou                                 | Kouble                   |
| 32    | Kuneš Kunz, organizátor škol a kultury v Brně                                                         | Kunz                     |
| 33    | Albín Bráf, národohospodář, prof. právnické fakulty                                                   | Bráf                     |
| 34    | František Nečásek, spisovatel                                                                         | Nečásek                  |
| 35    | Josef Franta Šumavský, slovníkář                                                                      | Franta Šumavský          |
| 36    | Josef Ressel, vynálezce lodního šroubu                                                                |                          |
| 37    | Marie Růžičková-Strozziová, herečka záhřebského divadla, českého původu                               |                          |
| 38    | Gabriela Preissová, spisovatelka                                                                      | Preissová                |
| 39    | Antonín Barvitius, architekt                                                                          |                          |
| 40    | Karel starší ze Žerotína, vůdce moravských stavů za 30leté války                                      | Karel starší ze Žerotína |
| 41    | Hans Guido von Bülow, klavírista                                                                      |                          |
| 42    | Václav Žížala-Donovský, spisovatel                                                                    | Donovský                 |
| 43    | Jan Skála, stavitel                                                                                   |                          |
| 44    | František Vymazal, spisovatel (kramerius.nkp.cz)                                                      |                          |
| 45    | Jan Havelka, moravský učitel a spisovatel                                                             |                          |
| 46    | Marcelina Sembrich-Kochańska, polská pěvkyně                                                          |                          |
| 47    | Vincenc Josef Rott, obchodník                                                                         |                          |
| 48    | Karel M. Kmoch, ředitel ústavu pro hluchoněmé                                                         | Kmoch                    |
| 49    | Karel Leger, básník                                                                                   | Leger                    |
| 50    | Jan Lachnit, předseda brněnského čtenářského spolku                                                   |                          |
| 51    | Jan Pavel Martinovský, skladatel                                                                      | Martinovský              |
| 52    | Otilie Malybrok-Stielerová, německá spisovatelka                                                      | Malybrok                 |

### Ročník 1887
Online archiv: Ročník 1887 HumL
| Číslo | Osobnost | Portrét na Commons           |
| ----- | --- | ---------------------------- |
| 1     | Rudolf Bílý, Gabriel Žižka, Jindřich Šmidt, Eduard Grégr, Alois Oliva, Karel Linha, Bedřich Stýblo, Jaroslav Stýblo, František Čížek, Alfred Hrdlička, Václav Černý - nejstarší členové nynějšího výboru Sokola pražského                                        |                              |
| 2     | Ferdinand Heller, skladatel | Ferd. Heller                 |
| 3     | Beneš Method Kulda, spisovatel |                              |
| 4     | Jan Otto | Otto                         |
| 5     | Giulieta Paltrinieri-Bergerová, italská pěvkyně v pražském Národním divadle |                              |
| 6     | Václav Šolc, básník |                              |
| 7     | František Gregora, skladatel |                              |
| 8     | Josef Kalousek, spisovatel a obránce RKZ |                              |
| 9     | Jan Procházka, *1833, státní úředník, čestný občan Písku (1886) původem z Vamberku |                              |
| 10    | František Pštross, Josef Huleš - pražští komunální politici | Pštross                      |
| 11    | Ferdinand Laub, houslista |                              |
| 12    | Vojtěch Ignác Ullmann, architekt | Ullmann                      |
| 13    | Bernard Otto Seeling, sochař |                              |
| 14    | František Sequens, malíř |                              |
| 15    | Kleméňa Hanušová, cvičitelka | Hanušová                     |
| 16    | Michail Nikiforovič Katkov, ruský novinář |                              |
| 17    | Jan Staněk (Ivan Bohdan Staněk), básník | Staněk                       |
| 18    | Antonín Buchtel, skladatel a sběratel hudebních nástrojů | Buchtel                      |
| 19    | Josef Matyáš Trenkwald, malíř | Trenkwald                    |
| 20    | Leopold Stropnický, zpěvák |                              |
| 21    | Karel Mensinger, italský novinář českého původu |                              |
| 22    | Eduard Novotný, pedagog |                              |
| 23    | Josef Hamerník, lékař | Hamerník                     |
| 24    | F. Patera, Jakub Pádecký, Št. Kostlán, Jan Karásek, Václav Josef Šimek, Alois Vokal, Karel Stulík, Augustin Volenský, František Lier, Rudolf Tesař, František Sluka, Josef Čermák, Jan Němeček, František Liška, Václav Tříska - představitelé amerického Sokola |                              |
| 25    | Josef Hamerník, Adolf Hájek, Max Hájek, František Vinkler, Václav Bach, Antonín Durski, František Hochmann, Ctibor Helcelet, Stanislav Edgar Červený, Alois Prager, Em. Engler, J. Jandourek - představitelé Sokola v Rakousko-Uhersku                           |                              |
| 26    | Vojtěch Hlaváč, český varhaník v Rusku | Hlaváč                       |
| 27    | Johana Kavalárová, herečka |                              |
| 28    | Božena Němcová |                              |
| 29    | Jan Pravoslav Přibík, poslanec zemského sněmu, účastník r. 1848 |                              |
| 30    | Josef Václav Frič |                              |
| 31    | Tomáš Seidan, sochař |                              |
| 32    | František Šafářovic, malíř |                              |
| 33    | Josef Svatopluk Wurm, moravský spisovatel a vydavatel |                              |
| 34    | Ludvík Ritter z Rittersbergu, spisovatel | Ludvík Ritter z Rittersbergu |
| 35    | Ferdinand Pravoslav Náprstek, sponzor divadla | Ferd. Náprstek               |
| 36    | Emílie Bártová, starostka Ženského výrobního spolku v Praze |                              |
| 37    | Karel Vít Hof, historik | Hof                          |
| 38    | Bohumír Roubalík, malíř | Roubalík                     |
| 39    | Ferdinand Vališ, pražský primátor | Vališ                        |
| 40    | Rudolf Pokorný, spisovatel |                              |
| 41    | Jindřich Václav Čapek, sochař | J. Čapek                     |
| 42    | Karel Schwing, lékař |                              |
| 43    | Svetozár Hurban Vajanský |                              |
| 44    | Josef Jaroslav Kalina, básník | Kalina                       |
| 45    | Ferdinand Urbánek, průmyslník |                              |
| 46    | Matija Ban, chorvatský básník |                              |
| 47    | Josef Karel Chramosta, Josef Sklenář, Jindřiška Slavinská, Ladislav Edmund Chvalovský, Ferdinand Koubek - osobnosti spojené s divadlem |                              |
| 48    | Karel Liebscher, malíř | Karel Liebscher              |
| 49    | Adolf Liebscher, malíř, bratr Karla | Adolf Liebscher              |
| 50    | František Blažek, hudební pedagog |                              |
| 51    | není (místo toho: Čeští šachisté, autor: Antonín König) Josef Pospíšil Dr. A. Kvíčala, K.B.Kober, Karel Kondelík, dr. Mazel, Jan Dobruský, F. Moučka, Jiří Chocholouš, Jan Drtina, Jan Kotrč, K. Traxler, J.V.Pilnáček, Josef Paclt, Antonín König, K. Makovský  | (Kober od Königa)            |
| 52    | Bedřich Peška, spisovatel | Peška                        |
| 53    | není (místo toho: karikatura, autor: František Karel Kolár) |                              |

### Ročník 1888
Časopis není digitalizovaný na ÚČL AV ČR, je dostupný jen naProjektu Kramerius. Reprodukce jsou ale pro nízkou kvalitu prakticky nepoužitelné.
| Číslo | Osobnost                                                                           | Portrét na Commons |
| ----- | ---------------------------------------------------------------------------------- | ------------------ |
| 1     | Václav Šimerka, vlastenecký kněz                                                   | Šimerka            |
| 2     | Giuseppe Verdi                                                                     |                    |
| 3     | Božena Viková-Kunětická                                                            | Viková-Kunětická   |
| 4     | Andrej Einspieler, slovinský básník                                                |                    |
| 5     | Antonín Lenz, vyšehradský probošt a politik                                        |                    |
| 6     | Adolf Krössing, herec                                                              | Krössing           |
| 7     | Alexandr Siloti (ruský klavírista), Petr Iljič Čajkovskij, Karel Halíř (houslista) |                    |
| 8     | František Skřivan, lékař                                                           |                    |
| 9     | Štěpán Bačkora, pedagog a kulturní činitel                                         |                    |
| 10    | Josef Tuček, brněnský politik a kulturní činitel                                   |                    |
| 11    | Stanko Vraz, slovinský básník                                                      |                    |
| 12    | Václav Emanuel Horák, skladatel                                                    |                    |
| 13    | Valentin Vodnik, slovinský básník                                                  |                    |
| 14    | Jan Baptista Lambl, propagátor zemědělského školství, odborný spisovatel           |                    |
| 15    | Jan Bedřich Kittl, skladatel                                                       |                    |
| 16    | Emil Zillich, malíř                                                                |                    |
| 17    | Adolf Eckert, organizátor hospodářského školství                                   |                    |
| 18    | Josef Jakubec, básník                                                              | Jakubec            |
| 19    | Antonín Štrobach, právník a činitel r. 1848                                        |                    |
| 20    | Ignác Jan Hanuš, filozof a historik                                                |                    |
| 21    | Tomáš Burian, vlastenecký spisovatel                                               |                    |
| 22    | Vojtěch hrabě Deym, předseda Svatováclavského výboru r. 1848                       |                    |
| 23    | František Xaver Josef Beneš, konzervátor památek                                   |                    |
| 24    | Leopold Fritz, český kulturní činitel v Jihlavě                                    |                    |
| 25    | Šebestián Hněvkovský                                                               |                    |
| 26    | Antonín Vokáč, budějovický sokol                                                   |                    |
| 27    | František Kočí, vyšehradský děkan                                                  |                    |
| 28    | Matěj Milota Zdirad Polák, spisovatel                                              |                    |
| 29    | Alois Bubák, malíř                                                                 |                    |
| 30    | Josef Slavík, houslista                                                            | Slavík             |
| 31    | František Josef Řezáč, spisovatel a pedagog                                        |                    |
| 32    | Václav Zenger, přírodovědec                                                        |                    |
| 33    | Josef František Frič (1804 - 1876), právník a politik                              |                    |
| 34    | Václav Svoboda, filolog                                                            |                    |
| 35    | Jindřich Ressel, zneuznaný vynálezce, syn Josefa R.                                |                    |
| 36    | Josef Pečírka, spisovatel                                                          |                    |
| 37    | Jan Kolofík, organizátor českého národního života ve Slezsku                       |                    |
| 38    | Karel Svoboda (malíř) (1824 - 1870)                                                | Karel Svoboda      |
| 39    | Josef Dumek, zemědělský pedagog                                                    |                    |
| 40    | Václav Kadeřávek, překladatel a zneuznaný vynálezce                                |                    |
| 41    | František Thomayer, zahradní architekt                                             |                    |
| 42    | Václav Alois Svoboda, básník                                                       |                    |
| 43    | Natalie, královna srbská                                                           |                    |
| 44    | Vojtěch Nejedlý, vlastenecký kněz a spisovatel                                     |                    |
| 45    | Sára Bernhardtová, herečka                                                         |                    |
| 46    | Antonín Skočdopole, budějovický kanovník a profesor bohoslovectví                  |                    |
| 47    | František Michl, lékař                                                             |                    |
| 48    | Bohuslav Balbín                                                                    |                    |
| 49    | František Ladislav Rieger                                                          |                    |
| 50    | Josef Jireček, literární historik                                                  |                    |
| 51    | Emanuel Krescenc Liška, malíř                                                      |                    |
| 52    | Ján Jesenský                                                                       |                    |

### Ročník 1889
Online archiv: Ročník 1889 HumL
| Číslo | Osobnost                                                                            | Portrét na Commons                                                                       |
| ----- | ----------------------------------------------------------------------------------- | ---------------------------------------------------------------------------------------- |
| 1     | Ignacy Jan Paderewski, polský klavírista                                            | Paderewski                                                                               |
| 2     | Karel Škréta                                                                        | Škréta                                                                                   |
| 3     | Fran Levstik, slovinský básník                                                      | Levstik                                                                                  |
| 4     | Jindřich Kàan z Albestů, virtuos a pedagog                                          | Kàan                                                                                     |
| 5     | František Fáček, právník a politik                                                  | Fáček                                                                                    |
| 6     | Petr Miloslav Veselský, kutnohorský historik a archivář                             | Veselský                                                                                 |
| 7     | Bohumil Benoni, zpěvák                                                              | Benoni                                                                                   |
| 8     | Tomáš Pešina z Čechorodu, historik                                                  | Pešina                                                                                   |
| 9     | Emanuel Chvála, skladatel a spisovatel                                              | Chvála                                                                                   |
| 10    | Petr Brandl ("Petr Jan Prantl"), malíř                                              | Brandl                                                                                   |
| 11    | Taras Hryhorovyč Ševčenko                                                           | Ševčenko                                                                                 |
| 12    | Władysław Floriański (1854 - 1911), zpěvák                                          | Floriański                                                                               |
| 13    | Ignác Víteček, starosta Sokola v Opavě                                              | Víteček                                                                                  |
| 14    | Šimon Lomnický                                                                      | Lomnický                                                                                 |
| 15    | Zikmund Winter                                                                      | Winter                                                                                   |
| 16    | Ferdinand Hulek, český emigrant v Paříži                                            | Hulek                                                                                    |
| 17    | Charles Stewart Parnell, bojovník za nezávislost Irska                              | Parnell                                                                                  |
| 18    | Vladislav Šír, spisovatel                                                           | Šír                                                                                      |
| 19    | Karel Houška, plzeňský starosta                                                     | Houška                                                                                   |
| 20    | Vilík (Vilém) Heš, operní pěvec                                                     | Heš                                                                                      |
| 21    | Antonín H. Sokol, spisovatel-humorista                                              | Sokol                                                                                    |
| 22    | Jan Subič, srbský malíř                                                             | Subič                                                                                    |
| 23    | Anna Bayerová, lékařka a spisovatelka                                               | Bayerová                                                                                 |
| 24    | Vincenc Vávra Haštalský, účastník revoluce 1848                                     | Haštalský                                                                                |
| 25    | Janko Jurković, chorvatský humorista                                                | Jurković                                                                                 |
| 26    | Josef Kounický, stavitel a zakladatel muzea v Čáslavi                               | Kounický                                                                                 |
| 27    | Jan Marcus Marci, lékař ze 17. století                                              | Marcus                                                                                   |
| 28    | Ludmila Šimáčková, zakladatelka ženského vzdělávacího spolku Libuše                 | Šimáčková                                                                                |
| 29    | Viktor Oliva                                                                        | Oliva                                                                                    |
| 30    | Jan Stöhr, starosta Vamberku                                                        | Vilímek                                                                                  |
| 31    | Jakub Malý, spisovatel                                                              | Malý                                                                                     |
| 32    | Jan Dvořáček, poslanec moravského sněmu                                             | Dvořáček                                                                                 |
| 33    | Edvard Jelínek, spisovatel                                                          | Jelínek                                                                                  |
| 34    | Zdeňka Šemberová, Augustin Berger, Františka ze Schöpfů, Marie Zieglerová - baletky | Šemberová, Berger, Schöpfů, Zieglerová Zieglerová Františka ze Schöpfů Štemberová Berger |
| 35    | Vincenc Prasek, opavský spisovatel                                                  | Prasek                                                                                   |
| 36    | Čeněk Melichárek, zpěvák                                                            | Melichárek                                                                               |
| 37    | Antonín Konstantin Víták, pedagog                                                   | Víták                                                                                    |
| 38    | Jan Kozánek, organizátor národního života v Kroměříži                               | Kozánek                                                                                  |
| 39    | Jaroslav Hlava, lékař                                                               | Hlava                                                                                    |
| 40    | Emanuel Bozděch (spoluautor: František Josef Rživnatz, bližší údaje neznámé)        | Bozděch                                                                                  |
| 41    | Karel Weis, skladatel                                                               | Wais                                                                                     |
| 42    | Konstantin Jireček, historik                                                        | Jireček                                                                                  |
| 43    | Fjodor Michajlovič Dostojevskij                                                     | Dostojevskij                                                                             |
| 44    | František Neruda, violoncellista                                                    | Neruda                                                                                   |
| 45    | Vincenc Dominik Bíba, pedagog                                                       | Bíba                                                                                     |
| 46    | Charles Darwin                                                                      | Darwin                                                                                   |
| 47    | Berta Foersterová, herečka                                                          | Lautererová                                                                              |
| 48    | Lev Nikolajevič Tolstoj                                                             | Tolstoj                                                                                  |
| 49    | Ferdinand Maxmilián Brokoff (uveden jako Jan Ferdinand Brokov)                      | Brokoff                                                                                  |
| 50    | Jiří Pražák, profesor práv                                                          | Pražák                                                                                   |
| 51    | Josef Emanuel Canal, botanik                                                        | Canal                                                                                    |
| 52    | Josef Tichatschek (Josef Alois Ticháček), zpěvák                                    | Ticháček                                                                                 |

Tímto číslem pravidelné Vilímkovy ilustrace končí; počínaje ročníkem 1890 publikují Humoristické Listy na titulní straně karikaturu (většinou anonymní) společně s menší fotografií vybrané osobnosti.

## Zlatá Praha
Online archiv: Zlatá Praha na ÚČL AV ČR. Viz též již použité obrázky (od různých autorů).
Zlatá Praha přinášela portréty osobností a další ilustrace, často anonymní. Díla J. Vilímka se objevují příležitostně. Seznam obrázků bývá na poslední straně příslušného čísla (zejména do roku 1899). V jubilejním 1000. čísle (roč. 1902-03, č. 12, str. 140) je rovněž Vilímkova podobizna od neznámého autora.
| Ročník | Číslo | Str. | Osobnost | Portrét na Commons   |
| ------ | ----- | ---- | --- | -------------------- |
| 1884   | 1     | 4    | Tomáš Černý, právník a politik, pražský primátor | Černý                |
| 1884   | 2     | 21   | Svatopluk Čech |                      |
| 1884   | 4     | 41   | Miroslav Tyrš |                      |
| 1884   | 6     | 65   | Jan Neruda |                      |
| 1884   | 8     | 97   | Poslední výbor sboru pro vystavění velikého Národního divadla v Praze (Soběslav Pinkas, J. Růžička, Jan Jeřábek, Josef Klička, Robert Nittinger, Fr. V. Schwarz, Antonín Nesvadba, František Adolf Šubert, František Ladislav Rieger, Zdeněk Strobach, Václav Černý, Otakar Hostinský, Jakub Škarda, Adolf Bedřich Stýblo, Josef Schreyer, Gabriel Žižka, Ferdinand Vališ, Jindřich Šolc, Ludvík Hainz) | Pinkas, Klička, Šolc |
| 1884   | 11    | 129  | Václav Beneš Třebízský |                      |
| 1884   | 12    | 137  | Paweł Stalmach, polský novinář z Těšína | Stalmach             |
| 1884   | 25    | 293  | Josef Jiří Kolár |                      |
| 1884   | 26    | 315  | Slezské kroje |                      |
| 1884   | 29    | 345  | Eliška Krásnohorská |                      |
| 1884   | 30    | 360  | Visarion Ljubiša, metropolita černohorský a brdský | Visarion             |
| 1884   | 32    | 384  | Jiří Pacold, stavitel | Pacold               |
| 1884   | 33    | 389  | Antonín Lhota, malíř |                      |
| 1884   | 34    | 401  | Václav Štulc, básník a vlastenecký kněz |                      |
| 1884   | 37    | 437  | Vincenc Brandl, moravský historik | Brandl               |
| 1884   | 39    | 464  | Josip Juraj Strossmayer |                      |
| 1884   | 43    | 509  | Filip Stanislav Kodym, spisovatel | Kodym                |
| 1884   | 44    | 532  | Taras Hryhorovyč Ševčenko |                      |
| 1884   | 48    | 569  | Josef Lev, operní pěvec | Lev                  |
| 1884   | 49    | 581  | Hynek Jakub Heger, stenograf | Heger                |
| 1884   | 50    | 601  | František Bauer (spisovatel), moravský česko-německý spisovatel, cestopisec, profesor |                      |
| 1885   | 2     | 21   | Václav Vladivoj Tomek |                      |
| 1885   | 4     | 48   | Benedikt Roezl |                      |
| 1885   | 8     | 93   | Studie (neurčená ženská postava) |                      |
| 1885   | 8     | 97   | Josef Kořenský |                      |
| 1885   | 10    | 121  | Antoni Edward Odyniec, polský básník z Litvy |                      |
| 1885   | 11    | 129  | Otilie Sklenářová-Malá jako královna Barbora |                      |
| 1885   | 12    | 145  | Josef Uhlíř, básník | Uhlíř                |
| 1885   | 13    | 149  | Jan Kvíčala, filolog |                      |
| 1885   | 15    | 181  | Josef Wünsch |                      |
| 1885   | 15    | 189  | Józef Brandt, pol. malíř |                      |
| 1885   | 17    | 216  | Veselý kritik |                      |
| 1885   | 17    | 221  | František Sláma (buditel) | Sláma                |
| 1885   | 18    | 233  | Adolf Heyduk |                      |
| 1885   | 19    | 245  | Karel Tieftrunk | Tieftrunk            |
| 1885   | 21    | 285  | Alois Jirásek |                      |
| 1885   | 23    | 317  | Jan Žáček, právník |                      |
| 1885   | 24    | 325  | František Ondříček |                      |
| 1885   | 25    | 341  | Pavel Křížkovský | Křížkovský           |
| 1885   | 30    | 421  | Eduard Albert |                      |
| 1885   | 31    | 445  | Vítězslav Hálek |                      |
| 1885   | 33    | 469  | Emma Turolla |                      |
| 1885   | 38    | 560  | Jan Kozánek |                      |
| 1885   | 41    | 597  | Ferdinand Vališ, primátor Prahy |                      |
| 1885   | 42    | 613  | František Antonín Rybička |                      |
| 1885   | 44    | 648  | Studie (neurčená mužská postava) |                      |
| 1885   | 44    | 652  | Georgi Stranski, bulharský politik |                      |
| 1885   | 45    | 664  | Klement Borový | Borový               |
| 1885   | 46    | 685  | Adelina Pattiová, operní pěvkyně |                      |
| 1885   | 50    | 749  | Jakub Škoda | Škoda                |
| 1885   | 52    | 773  | Josef Václav Sládek |                      |
| 1885-6 | 3     | 41   | Antonín Chittussi |                      |
| 1885-6 | 4     | 49   | Václav Vlček |                      |
| 1885-6 | 10    | 152  | František Řivnáč |                      |
| 1885-6 | 14    | 209  | František Herites |                      |
| 1885-6 | 18    | 285  | Józef Bohdan Zaleski, polský spisovatel |                      |
| 1885-6 | 20    | 312  | Emanuel Pippich, kulturní činitel | Pippich              |
| 1885-6 | 22    | 345  | Petr Aleksejevič Lavrovskij |                      |
| 1885-6 | 25    | 389  | Antonín Vávra (pěvec) jako Dimitrij v opeře Ant. Dvořáka |                      |
| 1885-6 | 26    | 405  | Jan Urban Jarník, profesor románských jazyků | Jarník               |
| 1885-6 | 27    | 425  | Edvard Jelínek, spisovatel |                      |

Další čísla a ročníky jsou zpracované na projektové stránce (najdete tam portréty různých autorů, nejen J. Vilímka).